# Franciszek Twardowski (oficer)
Franciszek Twardowski (ur. 31 marca 1898 w Szkaradowie, zm. 19 września 1939 w Starym Obłużu) – kapitan piechoty Wojska Polskiego, działacz niepodległościowy, kawaler Orderu Virtuti Militari, komornik sądowy.

## Życiorys
Urodził się 31 marca 1898 w Szkaradowie, w ówczesnym powiecie rawickim Prowincji Poznańskiej, w rodzinie Teodora i Franciszki z Merdzińskich. Od szóstego roku życia uczęszczał do szkoły powszechnej w rodzinnej miejscowości, a po trzech latach do szkoły przygotowawczej w Jarocinie. Do 1914 ukończył sześć klas gimnazjum w Jarocinie.
Od listopada 1914 do 11 listopada 1918 służył w armii niemieckiej. 17 listopada 1918 jako ochotnik, w stopniu sierżanta wstąpił do wojsk powstańczych. Służył kolejno w Ostrowskim Pułku Piechoty, 1. Kompanii Batalionu Pogranicznego, Kompanii Ostrowskiej, 1 Batalionie Pogranicznym w Szczypiornie i od 14 stycznia 1919 w I batalionie 12 pułku strzelców wielkopolskich, który później został przemianowany na 70 pułk piechoty. Wziął czynny udział w powstaniu wielkopolskim, a następnie walczył na wojnie z bolszewikami. 1 sierpnia 1920 został ranny pod Rudką.
Po zakończeniu wojny pozostał w Wojsku Polskim jako oficer zawodowy. Kontynuował służbę w macierzystym pułku w Jarocinie. 3 maja 1922 został zweryfikowany w stopniu porucznika ze starszeństwem od 1 czerwca 1919 i 335. lokatą w korpusie oficerów piechoty, a 1 grudnia 1924 prezydent RP nadał mu stopień kapitana z dniem 15 sierpnia 1924 i 41. lokatą w korpusie oficerów piechoty. Później został przydzielony do Dowództwa Okręgu Korpusu Nr VII w Poznaniu. Z dniem 30 czerwca 1929 został przeniesiony w stan spoczynku. W 1934, jako oficer stanu spoczynku, pozostawał w ewidencji Powiatowej Komendy Uzupełnień Poznań Miasto. Miał przydział do Oficerskiej Kadry Okręgowej Nr VII. Był wówczas „przewidziany do użycia w czasie wojny”.
Po zakończeniu służby wojskowej zajął się działalnością społeczną i polityczną w Związku byłych Wojskowych i Przysposobieniu Wojskowym. Z polecenia generała brygady Romana Góreckiego pełnił funkcję sekretarza Zarządu Wojewódzkiego Federacji Polskich Związków Obrońców Ojczyzny w Poznaniu oraz zajmował się organizacją zbiórki na Fundusz Walki ze Szpiegostwem. W związku z chorobą zmuszony był przerwać dotychczasową działalność. W 1930 rozpoczął samodzielną działalność gospodarczą jako kolektor loterii państwowej oraz został członkiem Związku Peowiaków. Dwa lata później zmuszony był zlikwidować działalność gospodarczą i od czerwca 1932 pozostawał bez pracy. Od 3 marca 1933 odbywał bezpłatną praktykę na stanowisku komornika sądowego. Z dniem 1 grudnia 1933 został prowizorycznym urzędnikiem w X grupie uposażenia.
Z dniem 1 lutego 1934 został reaktywowany, czyli powołany do stałej służby państwowej. Z dniem 1 czerwca 1935 został zaliczony do VII grupy uposażenia. W październiku 1934 „wszczął dochodzenia swoich praw żołnierskich”. Na początku 1936 został przeniesiony, ze względów służbowych, na równorzędne stanowisko komornika w Wejherowie z zachowaniem posiadanej VII grupy uposażenia. 26 grudnia 1936 wystąpił, z zachowaniem drogi służbowej, do ministra sprawiedliwości z „prośbą o przywrócenie wszystkich praw w związku z reaktywacją”. W piśmie domagał się przyznania mu od dnia 1 lutego 1934 zasadniczego uposażenia VI grupy urzędników państwowych, które odpowiadało zasadniczemu uposażeniu kapitana, żonatego, w grupie „c”. 27 stycznia 1937 Ministerstwo Sprawiedliwości nie uwzględniło jego prośby. 17 lutego 1937 zwrócił się za pośrednictwem Kapituły Orderu Wojennego Virtuti Militari do prezesa Rady Ministrów z „prośbą o uznanie praw żołnierskich”. 19 marca 1937 dyrektor Biura Personalnego Ministerstwa Sprawiedliwości Mieczysław Siewierski poinformował Prezydium Rady Ministrów, że „nie uważa za możliwe przyznanie komornikowi Franciszkowi Twardowskiemu uposażenia VI gr., gdyż prócz uposażenia służbowego, ma dochody za czynności”.
W opisanych okolicznościach kapitan Twardowski dopuścił się oszczerstwa wobec urzędnika sądu w Poznaniu i za ten występek został skazany prawomocnym wyrokiem sądu. 18 stycznia 1937 Sąd Honorowy dla Oficerów Młodszych przy Dowództwie Floty podjął w tej sprawie uchwałę o treści: „kpt. w st. spocz. Twardowskiego Franciszka, zam. w Wejherowie, nie oddać pod sąd honorowy jako podejrzanego o naruszenie godności oficerskiej, popełnione przez to, że podnosił oszczercze zarzuty w stosunku do urzędnika Sądu w Poznaniu”. W uzasadnieniu Sąd Honorowy stwierdził, że „obwiniony opierając się na pewnych uzasadnionych faktach uczynił zarzuty działając w dobrej wierze, wobec czego (...) postępowanie kpt. w st. spocz. Twardowskiego Franciszka było zgodne z honorem i godnością oficera”. 15 lutego 1937 szef Biura Kapituły Orderu Virtuti Militari podpułkownik Franciszek Sobolta przesłał, z poparciem, do Kancelarii Cywilnej Prezydenta RP podanie kapitana Twardowskiego „o darowanie mu skutków skazania”. Prawdopodobnie prezydent RP skorzystał z prawa łaski, gdyż w latach 1938–1939 kapitan Twardowski w dalszym ciągu pozostawał na stanowisku komornika w Wejherowie.
We wrześniu 1939, w czasie obrony Wybrzeża, dowodził II batalionem 1 morskiego pułku strzelców, a po reorganizacji pułku przeprowadzonej 10 września dowodził 2. kompanią. Poległ 19 września 1939 w miejscowości Stare Obłuże. Został pochowany na Cmentarzu Obrońców Wybrzeża w Redłowie.
Franciszek Twardowski był żonaty (w czerwcu 1933 w trakcie rozwodu), miał córkę Halinę (ur. 23 sierpnia 1921).

## Ordery i odznaczenia
- Krzyż Srebrny Orderu Wojskowego Virtuti Militari nr 4732[1][33][34][35]
- Krzyż Niepodległości 20 lipca 1932 „za pracę w dziele odzyskania niepodległości”[36][2][37]
- Krzyż Walecznych[38][39]
- Srebrny Krzyż Zasługi – 24 grudnia 1928 „za zasługi, położone w powstaniu Wielkopolskiem”[40][38][41]
- Medal Pamiątkowy za Wojnę 1918–1921[38]
- Medal Dziesięciolecia Odzyskanej Niepodległości[38]
- Odznaka za Rany i Kontuzje z jedną gwiazdką[42]
- Odznaka Pamiątkowa Wojsk Wielkopolskich[42]